# Koszmosz–359
A Koszmosz–359 (oroszul: Космос–359) eredetileg a szovjet Venyera-program keretében a Vénuszhoz indított 4V–1 típusú űrszonda volt. A hordozórakéta hibája miatt azonban Föld körüli pályán maradt.

## Jellemzői
Az NPO Lavocskin vállalat által készített 4V–1 típusú űrszonda, melyet a Venyera–7 indítását követően öt nappal később, 1970. augusztus 22-én indítottak a Bajkonuri űrrepülőtérről egy Molnyija–M (8K78M) hordozórakétával. Az űrszonda a végfokozattal együtt sikeresen elvált a hordozórakéta második fokozatától és parkolópályára állt.  A végfokozat hajtóművének hibája miatt azonban az űrszonda  nem érte el a második kozmikus sebességet, ezért Föld körüli pályán maradt. A szonda Föld körüli keringési ideje 95,5 perces, a pályasík inklinációja 51,5 fok volt. Az elliptikus pálya perigeuma 210 km, apogeuma 910 km volt.
Az űrszonda fokozatosan süllyedt, majd 1970. november 6-án, 76 napos keringés után a légkörbe belépve megsemmisült.